# Naotoši Jamada
Naotoši Jamada (やまだ なおとし – Jamada Naotoši; 16. dubna 1926 prefektura Tojama – 9. března 2019 prefektura Tokio) byl japonský obchodník a sportovní fanoušek.
Jako fanoušek se účastnil všech olympijských her v letech 1964–2018 (na posledních Zimních olympijských hrách 2018 v korejském Pchjongčchangu byl ve svých 91 letech). Za ta léta se stal „olympijským maskotem“ a byl přezdívaný jako „olympijský strýček“. Kromě toho byl sběratelem množství různých olympijských artefaktů – vlaječek, známek či fotografií, které jsou nyní vystaveny v galerii nedaleko Tokia.
Naotoši Jamada zemřel na srdeční selhání v březnu 2019 a nedožil se tak LOH 2020 v rodném Japonsku. Nad jeho odchodem vyjádřil zármutek i Mezinárodní olympijský výbor.